# Paris-Nice 2016
Paris-Nice 2016 var den 74. udgave af cykelløbet Paris-Nice. Det traditionsrige etapeløb var det andet arrangement på UCI's World Tour-kalender i 2016 og begyndte 6. og sluttede 13. marts 2016. Den tredje etape blev annulleret efter 93 kilometer på grund af snevejr. Geraint Thomas blev den samlede vinder af løbet.

## Hold og ryttere
| | 18 UCI World Tour-hold                                                                       |                                                                                        | 4 Wildcard                                                                         |
| --- | -------------------------------------------------------------------------------------------- | -------------------------------------------------------------------------------------- | ---------------------------------------------------------------------------------- |
| - Ag2r-La Mondiale - Astana Pro Team - BMC Racing Team - Cannondale - Dimension Data - Etixx-Quick Step | - FDJ - Team Giant-Alpecin - IAM Cycling - Team Katusha - Lampre-Merida - Team LottoNL-Jumbo | - Lotto-Soudal - Movistar Team - Orica-GreenEDGE - Team Sky - Tinkoff - Trek-Segafredo | - Cofidis - Delko-Marseille Provence KTM - Direct Énergie - Fortuneo-Vital Concept |

### Danske ryttere
- Michael Mørkøv kørte for Katusha
- Lars Bak kørte for Lotto-Soudal
- Magnus Cort Nielsen kørte for Orica-GreenEDGE
- Michael Valgren kørte for Tinkoff
- Matti Breschel kørte for Cannondale
- Chris Anker Sørensen kørte for Fortuneo-Vital Concept

## Etaperne
| Etape    | Dato     | Start – Mål                                         | type              | Afstand (km) | Etapevinder      | Førende rytter   |
| -------- | -------- | --------------------------------------------------- | ----------------- | ------------ | ---------------- | ---------------- |
| Prolog   | 6. mar.  | Conflans-Sainte-Honorine – Conflans-Sainte-Honorine | prolog            | 6,1          | Michael Matthews | Michael Matthews |
| 1. etape | 7. mar.  | Condé-sur-Vesgre – Vendôme                          | flad etape        | 198          | Arnaud Démare    | Michael Matthews |
| 2. etape | 8. mar.  | Contres – Commentry                                 | flad etape        | 213,5        | Michael Matthews | Michael Matthews |
| 3. etape | 9. mar.  | Cusset – Mont Brouilly                              | kuperet etape     | 168          | Etape aflyst     | Michael Matthews |
| 4. etape | 10. mar. | Juliénas – Romans-sur-Isère                         | flad etape        | 195,5        | Nacer Bouhanni   | Michael Matthews |
| 5. etape | 11. mar. | Saint-Paul-Trois-Châteaux – Salon-de-Provence       | middel bjergetape | 198          | Aleksej Lutsenko | Michael Matthews |
| 6. etape | 12. mar. | Nice – Madone d'Utelle                              | bjergetape        | 177          | Ilnur Sakarin    | Geraint Thomas   |
| 7. etape | 13. mar. | Nice – Nice                                         | middel bjergetape | 134          | Tim Wellens      | Geraint Thomas   |

## Trøjernes fordeling gennem løbet
| Etape  | Vinder           | Førertrøjen ·    | Pointtrøjen ·    | Bjergtrøjen ·       | Holdkonkurrencen · |
| ------ | ---------------- | ---------------- | ---------------- | ------------------- | ------------------ |
| P      | Michael Matthews | Michael Matthews | Michael Matthews | ikke uddelt         | Movistar Team      |
| 1      | Arnaud Démare    | Michael Matthews | Michael Matthews | Jon Izagirre        | Movistar Team      |
| 2      | Michael Matthews | Michael Matthews | Michael Matthews | Jon Izagirre        | Movistar Team      |
| 3      | Etapen aflyst    | Michael Matthews | Michael Matthews | Jon Izagirre        | Movistar Team      |
| 4      | Nacer Bouhanni   | Michael Matthews | Michael Matthews | Evaldas Šiškevičius | Movistar Team      |
| 5      | Aleksej Lutsenko | Michael Matthews | Michael Matthews | Jesús Herrada       | Astana Pro Team    |
| 6      | Ilnur Zakarin    | Geraint Thomas   | Michael Matthews | Antoine Duchesne    | Team Sky           |
| 7      | Tim Wellens      | Geraint Thomas   | Michael Matthews | Antoine Duchesne    | Movistar Team      |
| Samlet | Samlet           | Geraint Thomas   | Michael Matthews | Antoine Duchesne    | Movistar Team      |

- Vinderne af trøjerne
- Geraint Thomas
- Michael Matthews
- Antoine Duchesne

## Resultater
|    | Rytter           | Hold             | Tid      |
| -- | ---------------- | ---------------- | -------- |
| 1  | Geraint Thomas   | Team Sky         | 27:26.40 |
| 2  | Alberto Contador | Tinkoff          | + 04     |
| 3  | Richie Porte     | BMC Racing Team  | + 12     |
| 4  | Ilnur Zakarin    | Team Katusha     | + 20     |
| 5  | Jon Izagirre     | Movistar Team    | + 37     |
| 6  | Sergio Henao     | Team Sky         | + 44     |
| 7  | Simon Yates      | Orica-GreenEDGE  | + 44     |
| 8  | Tony Gallopin    | Lotto-Soudal     | + 51     |
| 9  | Romain Bardet    | AG2R La Mondiale | + 01.00  |
| 10 | Rui Costa        | Lampre-Merida    | + 01.07  |